# Pardasena roeselioides
Pardasena roeselioides är en fjärilsart som beskrevs av Walker 1858. Pardasena roeselioides ingår i släktet Pardasena och familjen trågspinnare. Inga underarter finns listade i Catalogue of Life.